# Dover (district)
Het district Dover in het shire-graafschap (non-metropolitan county OF county) Kent omvat 35 civil parishes en telt circa 117.000 inwoners.

## Plaatsen in district Dover
- Drellingore
- East Langdon
- Kingsdown
- Richborough

## Civil parishesin district Dover
Alkham, Ash, Aylesham, Capel-le-Ferne, Deal, Denton with Wootton, Dover, Eastry, Eythorne, Goodnestone, Great Mongeham, Guston, Hougham Without, Langdon, Lydden, Nonington, Northbourne, Preston, Ringwould with Kingsdown, Ripple, River, Sandwich, Shepherdswell with Coldred, Sholden, St. Margaret's at Cliffe, Staple, Stourmouth, Sutton, Temple Ewell, Tilmanstone, Walmer, Whitfield, Wingham, Woodnesborough, Worth.